# Alexandre Dumas père
Alexandre Davy de La Pailleterie Dumas, beter bekend als Alexandre Dumas père (Villers-Cotterêts (Aisne), 24 juli 1802 – Puys (nabij Dieppe, Seine-Maritime), 5 december 1870) was een Frans dramaturg en schrijver van hoofdzakelijk historische romans. Hij schreef ook artikelen voor kranten en tijdschriften en liet een uitgebreide briefwisseling na.
Hij is de vader van Alexandre Dumas fils, die eveneens schrijver was, onder andere van het beroemde werk La Dame aux camélias.

## Leven

### Afkomst
Alexandre Dumas was een telg van een Normandisch adellijk geslacht. Zijn vader, de Franse generaal Thomas Alexandre Dumas (1762-1806), was de zoon van Antoine Alexandre Davy, marquis de La Pailleterie. Dumas’ grootvader diende de Franse regering als Général commissaire in de Franse kolonie Saint-Domingue (het hedendaagse Haïti). Hij had vier kinderen met een zwarte tot slaaf gemaakte vrouw, Marie-Césette Dumas, die in 1762 het leven schonk aan Dumas’ vader. Om de terugreis naar Frankrijk te betalen verkocht deze zijn kinderen en hun moeder als slaaf. Een zoon, Dumas' vader,  nam hij mee als slaaf met optie om zichzelf vrij te kopen. Daarvan zou deze later ook gebruik maken. Ook kocht hij zijn moeder - die niet gestorven was in 1772 zoals aanvankelijk aangenomen - en broers terug.
In 1780 keerden de markies en zijn achttienjarige zoon terug naar Normandië. Door zijn gemengde afkomst had Dumas’ vader het moeilijk om zich als mulat staande te houden in een samenleving waarin slavernij nog steeds bestond. Thomas Alexandre was gefascineerd door de jacht en de oorlog en ging, tegen de wil van zijn vader, in 1786 in krijgsdienst. Om de reputatie van de familie van zijn vader te vrijwaren, schreef hij zich in onder zijn moeders geboortenaam. Bij het uitbreken van de Franse Revolutie, waarbij de markies zijn domeinen verloor, was Thomas Alexandre nog maar een gewoon soldaat, maar hij steeg snel in de rangen en kreeg de generaalsrang in 1793. Hij was getuige van de revolutie en de opkomst van Napoleon Bonaparte en diens krijgstochten. Thomas Alexandre kwam echter al snel met de nieuwe keizer in conflict omwille van zijn republikeinse sympathieën en werd gedwongen ontslag te nemen. Hij trok zich terug in het provinciestadje Villers-Cotterêts (Aisne) om er een renteniersbestaan te leiden. Hij huwde er Marie-Louise-Elisabeth Labouret, die op 24 juli 1802 beviel van Alexandre Dumas. Niet lang daarna, in 1806, stierf Thomas Alexandre Dumas aan een maagkwaal.

### Jeugd
Door de dood van zijn vader, groeide Alexandre Dumas op in vrij povere omstandigheden. Zijn moeder kon hem niet veel opvoeding bieden. De enige – vrij rudimentaire – opvoeding die hij kreeg was van een priester. Desondanks gaf de jonge Dumas toch blijk van een vlug en scherp verstand en nam hij alles vlug in zich op. Hij verruimde zijn kennis ook door het lezen van boeken, die hij als het ware verslond. Dumas bleek een levenslustige jongen te zijn, met een levendige verbeelding, die werd gevoed door de verhalen die zijn moeder vertelde over zijn vaders heroïsche militaire daden. Hoewel Dumas’ familie verarmd was, had zij toch nog de vooraanstaande reputatie van de vader en diens aristocratische connecties.
Dumas werkte aanvankelijk als derde klerk bij een plaatselijke notaris, maar bleef dromen van Parijs. Zo liep hij in 1822 weg van kantoor naar de Franse hoofdstad met slechts enkele centen op zak. Tijdens deze escapade kwam hij zelfs in het Théâtre-Français oog in oog te staan met de grote acteur Talma. Na deze uitstap keerde hij terug naar huis. Het Parijse avontuur had hem echter sterk beïnvloed. Het provinciale leven werd hem ondraaglijk en hij besloot met zijn werkgever te breken om zijn geluk in Parijs te gaan beproeven. Gewapend met aanbevelingsbrieven van zijn moeder zocht hij hulp bij zijn vaders kennissen, wat hem een baan als afschrijver opleverde op het secretariaat van de hertog van Orléans.

### Literair debuut
Kort na zijn aankomst in Parijs begon Dumas een relatie met een jonge gescheiden linnennaaister uit Rouen, Marie-Cathérine Labay, met wie hij in 1824 een zoon zou krijgen, Alexandre Dumas fils, die eveneens schrijver zou worden. Dumas erkende zijn zoon echter pas in 1831 en verwierf de voogdij over zijn zoon na een rechtszaak. Dumas’ moeder trok in die periode ook bij haar zoon in en bleef bij hem wonen tot haar dood in 1868.
Zijn literaire werk bestond in het begin hoofdzakelijk uit vaudevillestukken en melodrama’s, die hij schreef in samenwerking met zijn vriend Adolphe de Leuven, de zoon van een verbannen Zweedse edelman. Hun eerste stuk, La Chasse et l’Amour, werd vertoond in 1825. Hij had ook de hand in een ander vaudevillestuk, getiteld La noce et l’enterrement. In eerste instantie oogstte Dumas weinig succes. Zijn eerste grote succes kwam er in 1829 met het toneelstuk Henri III et sa cour, dat kan worden beschouwd als het eerste grote succes van het romantisch drama. Door het stuk werd Dumas ook opgemerkt door de groten van de romantische beweging zoals Victor Hugo en Alfred de Vigny. Ook de hertog van Orléans, die de voorstelling had bijgewoond, was onder de indruk en nam Dumas in dienst als bibliothecaris in het Palais Royal.
Dumas’ eerste succes werd gevolgd door nog een succesvol toneelstuk, Christine (1830), over Christina van Zweden. Het stuk dateerde van voor Henri III et sa cour, maar Dumas had ten tijde van de repetities besloten om het stuk toch niet op te voeren omwille van allerlei problemen, onder andere met de actrice Mlle Mars. Door deze successen was het voor Dumas mogelijk om van zijn pen te leven en zijn baan op te geven.

### De succesvolle toneelschrijver
Dumas speelde een actieve rol in de revolutie van 1830, die zijn voormalige werkgever, de hertog van Orléans, op de troon bracht als de Burgerkoning Lodewijk Filips. De revolutie zorgde ervoor dat Dumas voor even het literaire toneel verliet. Zo werd hij door La Fayette op verschillende missies gestuurd, o. a. naar Soissons en naar de Vendée. Door enkele slecht onthaalde raadgevingen aan het adres van de koning en het feit dat hij tijdens de revolutie meerdere malen zijn republikeinse overtuigingen had geuit, raakte Dumas echter meer en meer vervreemd van de regering en werd hem zelfs te kennen gegeven dat het goed voor hem zou zijn om Frankrijk voor een tijdje te verlaten, wat hij deed door een rondreis in Zwitserland te maken. De breuk zou echter niet blijvend zijn en Dumas zou een hechte band met de hertog van Orléans onderhouden tot aan diens dood in 1850.
Dumas oogstte tijdens deze periode nog veel successen, onder andere met de stukken Antony (1831), dat honderddertig maal werd hernomen, en La Tour de Nesle (1832). De successen betekenden ook een verandering van levensstijl voor de jonge schrijver. De moeder van zijn zoon, Cathérine Labay, had hij ondertussen al verlaten voor andere avontuurtjes. Hij maakte goede sier, kleedde zich excentriek en maakte vele reizen. In 1840 huwde hij dan de actrice Ida Ferrier, naar men zegt op aansporen van de hertog van Orléans of via financiële manipulaties. Het huwelijk betekende echter in niets een verandering van Dumas’ levensstijl. De nieuwe mevrouw Dumas ging zelfs ver van haar echtgenoot wonen, in Italië.

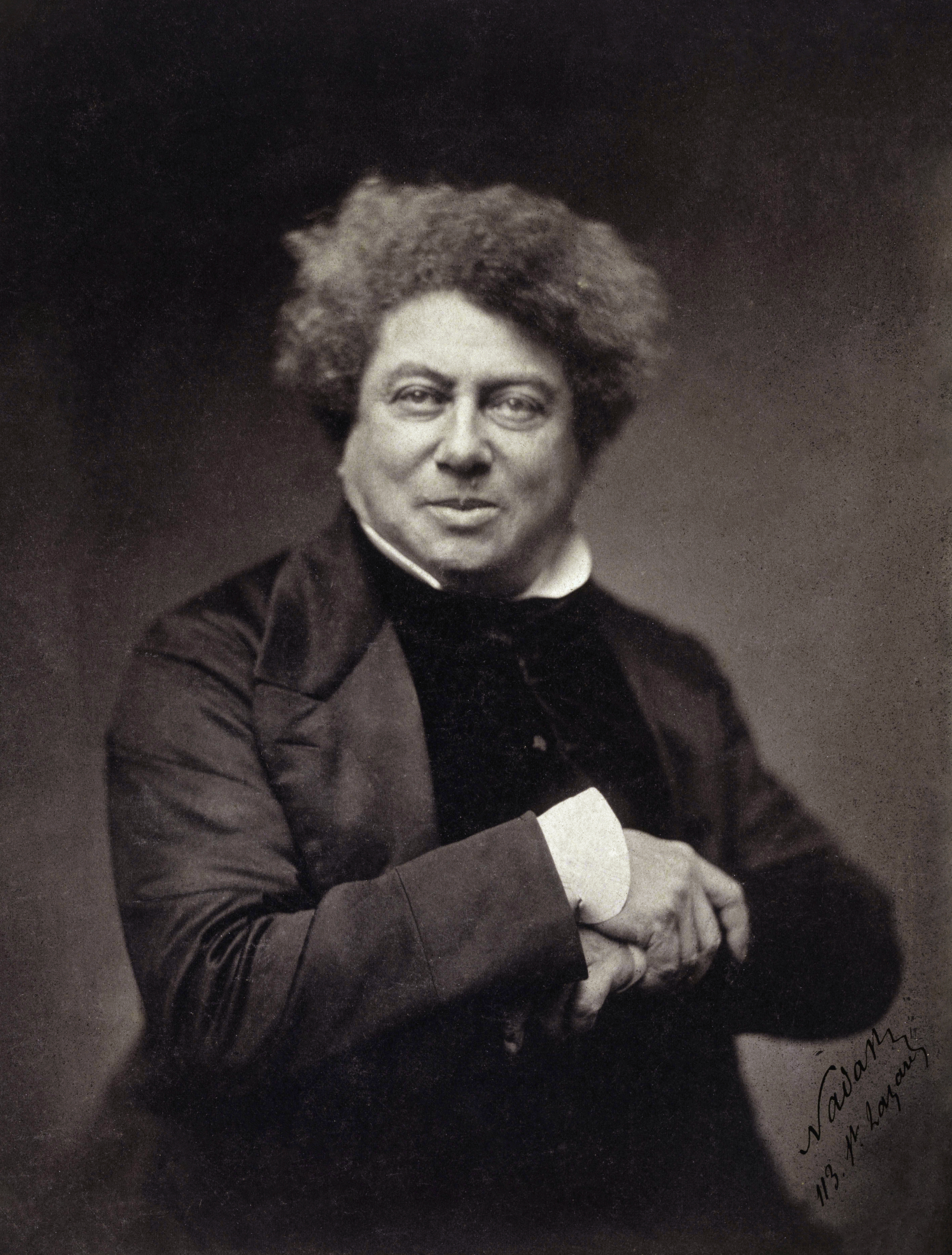
Alexandre Dumas
(1855), Felix Nadar

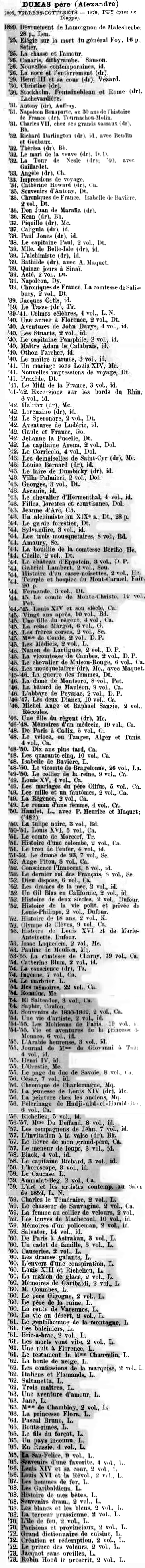
Werken van Dumas père volgens de bibliografie van Hugo P. Thieme (1907)

### De romanschrijver
Dumas stelde zich echter niet tevreden met toneelschrijven alleen. Zijn ongebreidelde verbeeldingskracht en strijdlust spoorden hem ertoe aan om zich ook op de roman toe te leggen. Dumas legde zich echter in eerste instantie niet toe op de roman, maar op de geschiedschrijving. Ook in deze discipline bleek Dumas’ kunde en wist hij tot de kern van de zaken door te dringen.
Een van Dumas’ eerste pogingen tot een roman was Le capitaine Paul (1838), een herwerking van een van zijn toneelstukken, dat hij als feuilleton in een krant liet verschijnen. In de periode 1839-1841 werkte Dumas met enkele vrienden aan een achtdelige verzameling essays over beroemde criminelen en misdaden uit de Europese geschiedenis, waarin essays zaten over onder andere Cesare en Lucrezia Borgia, maar ook over meer recente personen zoals Karl Ludwig Sand.
De aandacht voor geschiedenis vindt men ruimschoots terug in Dumas’ bekendste romans. Via zijn vriend, de dichter Gérard de Nerval, maakte Dumas in 1839 kennis met de geschiedenisleraar Auguste Maquet (1813-1888). Beide mannen sloten een overeenkomst tot samenwerking, waarbij Maquet de nodige stof voor de romans zou leveren en Dumas de feiten op zijn levenskrachtige manier in de vorm van een roman zou gieten. Het eerste product van de samenwerking was de grootse roman Les Trois Mousquetaires (De drie musketiers) (8 delen, 1844), gebaseerd op de memoires van d’Artagnan geschreven door Gatien de Courtilz de Sandras. De roman vertelt de avonturen van d’Artagnan, Athos, Porthos en Aramis, die het samen opnemen voor Anna van Oostenrijk tegen kardinaal de Richelieu. De bewonderaars van deze roman werden verblijd met twee vervolgen, Vingt Ans Après in 1845 (Twintig jaar later) en Le Vicomte de Bragelonne ou Dix ans plus tard uit 1848 (De burggraaf van Bragelonne of tien jaar later), waarvan het derde en laatste deel, De man in het ijzeren masker, het meest bekende is. Het succes van De drie musketiers was overweldigend, zozeer zelfs dat men Dumas vroeg of het ook op toneel mocht worden vertoond. Dumas stond er eerst weigerachtig tegenover door verscheidene toneelmislukkingen die hij geleden had. Uiteindelijk gaf hij toch toe, grotendeels onder impuls van geldgewin.
Meteen na De drie musketiers, in 1844-45, publiceerde Dumas een ander succesvol werk: Le Comte de Monte-Cristo (ook gespeld als Monte-Christo). In het Nederlands heette het De graaf van Monte-Cristo (12 delen). Tijdens het schrijven van deze roman had Dumas een nieuwe bevlieging: hij moest en zou een kasteel hebben dat de naam Monte-Cristo zou dragen. Aldus geschiedde: het kasteel verrees in Le Port-Marly (departement Yvelines).
Bijna even bekend zijn de romans behorende tot de Valois-cyclus. Deze omvatten o. a. La Reine Margot (Koningin Margot) (6 delen, 1845), La Dame de Monsoreau (8 delen, 1846) en Les Quarante-cinq (10 delen, 1847-48). De meeste van Dumas’ romans verschenen in meerdere afleveringen in de Parijse kranten, met de bedoeling een zo groot mogelijk publiek te bereiken. Dumas was, samen met Eugène Sue, een van de meesters van de feuilletonroman.
De samenwerking tussen Dumas en Maquet was dus ongetwijfeld een zeer succesvol partnerschap, waarbij Maquets geschiedkundig onderzoekwerk de basis vormde voor Dumas' vertelkunst. Dumas was een onvermoeibaar werker en daardoor volgden in een zeer korte periode de boeken elkaar op. De populariteit van Dumas zorgde voor heel wat afgunst. Zo werd hij bekritiseerd in het werk Alexandre Dumas et Compagnie, Fabrique de Romans, geschreven door J. Jacquot onder het pseudoniem Eugène de Mirecourt. Dumas werd erin afgeschilderd als een reclameman, die geld verdient ten koste van andere hardwerkende schrijvers. Daarbij deed de schrijver echter groot onrecht aan de creatieve inbreng van Dumas, die van groot belang was voor de uiteindelijke verhalen. De grote lijnen van de verhalen werden geleverd door Maquet of andere schrijvers, maar het was Dumas die de verhalen van leven voorzag door details en dialogen toe te voegen.
Dumas’ grote productie in deze periode is grotendeels te verklaren vanuit zijn extravagante levensstijl. Hij had vele minnaressen en leefde op grote voet. De bouw van zijn kasteel, het Château de Monte-Cristo, was eveneens een dure aangelegenheid. Bovendien vulde Dumas het kasteel met een grote schare klaplopers die er enkel op uit waren om van Dumas en diens geld te profiteren. Deze roekeloos dure manier van leven liet hem uiteindelijk berooid achter. Ook zijn eigen theater, het Théâtre Historique, moest zijn deuren sluiten.

### Dumas en de politiek
Dumas maakte ook enkele buitenlandse reizen, gecamoufleerd als regeringsopdrachten, wat voor nogal wat ophef zorgde in de pers. Zo reisde hij onder andere naar Spanje, Algerije en Tunis. Ook woonde hij samen met zijn zoon in Den Haag de inhuldiging van koning Willem III bij in 1849.
Dumas was zeer eerzuchtig en zocht erkenning op verschillende vlakken. Zo dong hij gretig naar een plaats in de Académie française en naar een zetel in de Assemblée nationale. In het revolutiejaar 1848 wilde Dumas ook een rol spelen in de politiek. Hij stichtte het politieke en historische blad Mois en hield verkiezingsredes voor een plaats in de Kamer voor het departement Yonne.
Een jaar na de staatsgreep van 2 december 1851 besloot Dumas om uit te wijken naar de Belgische hoofdstad Brussel, onder andere om aan zijn schuldeisers te ontsnappen, maar ook omdat hij als republikein niet in de gunst stond bij de nieuwe keizer Napoleon III. Lang hield hij het echter niet uit in Brussel. Hij keerde eind 1853 terug naar Parijs en stichtte een krant, Le Mousquetaire. Dumas trachtte zijn zoon te overreden mee te schrijven voor de krant, maar deze weigerde. Dumas junior woonde in deze periode weer bij zijn moeder en zij waren eigenlijk twee verschillende personen, hoewel ze goed met elkaar konden opschieten. De jongeman had ondertussen zelf al roem vergaard met La Dame aux Camélias en was van plan zijn eigen weg te gaan, zonder hulp van zijn vader. Le Mousquetaire overleefde slechts tot 1857, mede doordat Dumas zich alweer had omringd met een schare profiteurs die weinig bijdroegen aan het blad.

### Dumas’ reizen en levenseinde
In 1858 ontvluchtte Dumas Parijs en de tegenslagen die hij er had geleden en maakte hij verschillende reizen, onder andere naar Rusland en Finland. Hij reisde ook naar Italië om er deel te nemen aan de onafhankelijkheidsstrijd van Garibaldi. Hij stelde zelfs zijn fortuin ter beschikking van de Italiaanse onafhankelijkheidsstrijder om wapens te kopen. Als beloning bezorgde Garibaldi hem een benoeming als museumdirecteur in Napels. Na zijn vierjarig verblijf in Napels keerde Dumas terug naar Parijs.
Daarna verzwakten de krachten van Dumas en taande ook zijn succes. Zijn stukken en romans boetten aan aantrekkingskracht in, onder andere door het toen heersende realisme. Hij trachtte zich nog vast te klampen aan zijn vergane roem via allerlei nieuwe wegen, maar zonk uiteindelijk toch weg in een soort teruggetrokken berusting. Hij overleed in 1870 in Puys in het huis van zijn zoon.

## Werk

### Theater
Dumas’ toneelstukken waren zeker revolutionair voor zijn tijd. De stukken waarmee hij in het begin van zijn carrière furore maakte, waren tot dan toe de meest geslaagde voorbeelden van het romantisch drama, waarbij de klassieke regels overboord werden gegooid en het gevoel moest overheersen. Van alle romantische toneelschrijvers was hij ook diegene die zich het meest open stelde voor historische invloeden zoals men duidelijk kan zien in Dumas' eerste grote succes, Henri III et sa cour.

### Romans
De avonturenromans van Dumas zijn meer dan alleen maar amusementsliteratuur. Sommigen zouden de grote populariteit van Dumas en zijn werk tegen hem kunnen gebruiken, maar Dumas’ romans hebben ontegensprekelijk een grote literaire waarde. Het is waar dat Dumas vaak met ghostwriters heeft gewerkt zoals Auguste Maquet, maar deze schrijvers zouden zonder Dumas’ verbeeldingskracht nooit tot zulke succesvolle romans gekomen zijn. Toch werd het gebruik van deze schrijvers achter de schermen vaak tegen Dumas gebruikt. De grote schrijver Victor Hugo zag Dumas als een concurrent en bekritiseerde Dumas en werkte hem tegen.
De meeste van Dumas’ romans zijn zowel historische romans als feuilletons. Dumas speelde met de mode van die tijd en publiceerde zijn grote historische romans in delen in de Parijse pers. Voor Dumas en zijn tijdgenoten was de historische roman de moderne vorm van het epos. De musketiers, de graaf van Monte-Cristo, het zijn allen personages die een legendarische vorm aannemen.
Dumas kan worden beschouwd als de meester van het genre, dankzij zijn gevoel voor actie en plotwendingen en de vrijheid die hij hanteerde wanneer het historische feiten betreft. Dumas was van mening dat de waarheid zeker in beschouwing moet worden genomen, maar dat de verbeeldingskracht een belangrijkere status heeft en de waarheid ondergeschikt kan maken. Levendigheid en bezieling gaan dus voor op het angstvallig vrijwaren van de historische juistheid. Toch kan men niet zeggen dat Dumas voortdurend een loopje neemt met de geschiedenis. Hij combineert als het ware de vrijheid met de historische waarheid, zoals Vigny met aandacht voor het schilderachtige en de couleur lokale, zoals die van Victor Hugo.

## Eerbetoon
- Dumas werd begraven op het kerkhof van Villers-Cotterêts, zijn geboorteplaats. Daar rustte hij tot 30 november 2002. President Jacques Chirac had toestemming gegeven tot het overbrengen van Dumas’ resten naar het Panthéon, rustplaats van vele grote Fransen. Het was een postuum eerbetoon aan een van Frankrijks meest gelezen schrijvers.
- Het kasteel dat Dumas net buiten Parijs liet bouwen, het Château Monte-Cristo, werd gerestaureerd.

## Film
Dumas’ historische romans werden meermaals verfilmd (meer dan 200 keer volgens IMDb). Serials gebaseerd op zijn bekendste twee romans, De Drie Musketiers en De Graaf van Monte-Cristo verschenen aan de lopende band tot aan 1930. Zo is er de Franse stomme film uit 1921 Les Trois Mousquetaires, met Aimé Simon-Girard als d’Artagnan. Uit hetzelfde jaar dateert ook een van de bekendere Amerikaanse versies The Three Musketeers, met Douglas Fairbanks in de rol van d’Artagnan. Een bekendere klassieke versie dateert uit 1948, met Gene Kelly en Lana Turner als d'Artagnan en Milady, en bijrollen voor Angela Lansbury en Vincent Price als Koningin Anne en Kardinaal Richelieu.
De bekendste Amerikaanse versie bestond uit twee delen, die werden geregisseerd door Richard Lester, met in de hoofdrollen Michael York als d’Artagnan, Oliver Reed als Athos en Richard Chamberlain als Aramis. Na The Three Musketeers in 1973 volgde het toepasselijk getitelde The Four Musketeers een jaar later. Grote sterren als Faye Dunaway (Milady), Charlton Heston (Richelieu), Christopher Lee (Rochefort), Geraldine Chaplin (Koningin Anne) en Raquel Welch (Constance). Dumas' eigen vervolg op het heldenverhaal, Twintig jaar later, stond iets minder vaak model voor een verfilming, maar de bekendste ervan was The Return of the Musketeers uit 1989 met grotendeels dezelfde cast als de Richard Lester films. Kim Cattrall werd aan de cast toegevoegd als het wraaklustige kind van Milady. Michael York keerde in 2004 nog eenmaal terug als d'Artagnan, in de Kroatische televisiefilm La Femme Musketeer, een nieuw verhaal over de dochter van d'Artagnan.
In 1993 volgde een Disney-adaptatie getiteld The Three Musketeers, met in de hoofdrollen Charlie Sheen als Aramis, Kiefer Sutherland als Athos, Chris O’Donnell als D’Artagnan, Oliver Platt als Porthos en Tim Curry als Kardinaal Richelieu. De jonge Julie Delpy is te zien als Constance en Rebecca de Mornay als Milady de Winter. De film was een bescheiden succes, maar de titelsong "All for Love" die door een heel ander trio (Sting, Rod Stewart en co-schrijver Bryan Adams) werd gezongen was een wereldwijde hit, die in minstens 10 landen op nummer 1 stond.
De film "The Three Musketeers" uit 2011 werd minder goed ontvangen; de makers vonden helaas het toevoegen van fantastische speciale effecten belangrijker dan het oorspronkelijke verhaal.
Het derde boek uit Dumas' musketier-trilogie (De Vicomte van Bragelonne) is het bekendst vanwege het deel over de Man met het ijzeren masker. De bekendste verfilming van dit hoofdstuk is The Man in the Iron Mask (1998) met Leonardo DiCaprio in de hoofdrol.
De Graaf van Monte Cristo werd recent (2002) nog voor het witte doek bewerkt door Kevin Reynolds. Jim Caviezel speelt in The Count of Monte Cristo de titelrol, Guy Pearce de schurkenrol. Deze Hollywoodversie volgde enkele jaren na een Franse vierdelige mini-serie met Gérard Depardieu als de Graaf. Andere bekende adaptaties zijn de tv-film van 1975 met Richard Chamberlain in de hoofdrol en een uit 1934 met onder andere Robert Donat. Deze laatste versie is meermalen te zien in de film V for Vendetta (2005).
Minder bekende Dumas-verfilmingen zijn Black Magic (1949) met Orson Welles en La Reine Margot (1994). Dumas' La Tulipe noire, dat zich in Nederland afspeelt tijdens de Gouden Eeuw, was niet het bronmateriaal van de gelijknamige film met Alain Delon uit 1963. Wel werd er in 1921 al een zwijgende film, gebaseerd op De Zwarte Tulp, gemaakt door de Nederlander Maurits Binger. Een korte Engelse talkie gemaakt in Engeland verscheen in 1937 onder regie van Alex Bryce. Er was ook een zesdelige miniserie getiteld The Black Tulip in 1970. Een Australische animatiefilm uit 1988 was de laatste verfilming van De Zwarte Tulp.

## Gastronomie
Het lijvige Grand Dictionnaire de Cuisine (Groot Woordenboek der Keuken) werd postuum gepubliceerd in 1873. Het boek moet gezien worden als een soort kruising tussen een encyclopedie en een verhalend kookboek. Dumas was zowel fijnproever als deskundige op het terrein van de kookkunst. Een verkorte versie (Petit Dictionnaire de cuisine) werd in 1882 uitgegeven.

## Bibliografie

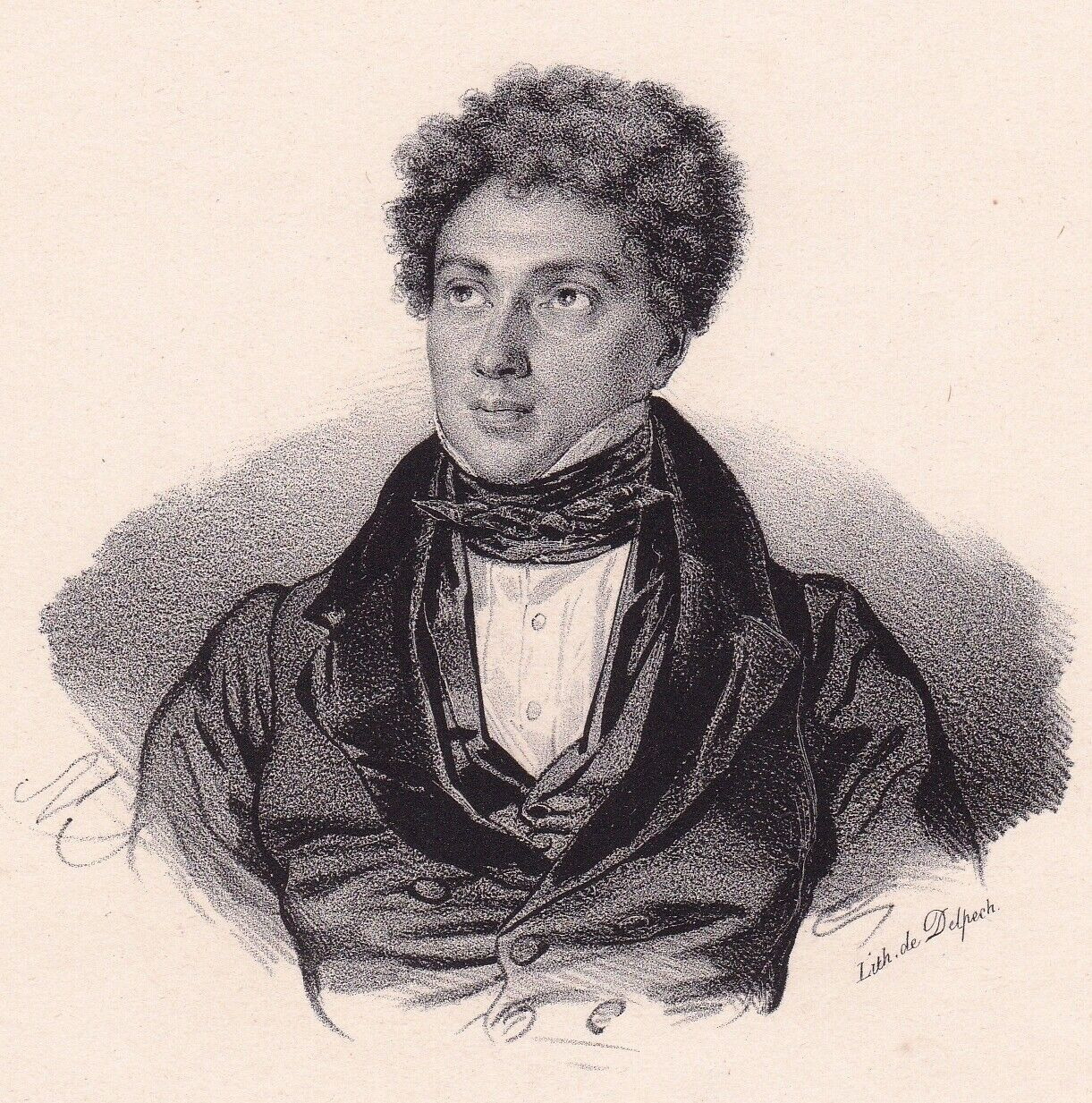
Alexandre Dumas